# 2015年歐洲運動會丹麥代表團
丹麥預計將參加2015年6月12日至28日在亞塞拜然巴庫舉行的2015年歐洲運動會。
丹麥國家奧林匹克委員會及體育同盟在2015年3月選定5位運動員成為國家隊成員。

## 輕艇
- 男子K1 – René Holten Poulsen

## 自由車

### BMX
- 女子賽 – Simone Tetsche Christensen

## 鐵人三項
- 男子 – Casper Stenderup

## 排球

### 沙灘
- 男子 – Peter Kildegaard Andersen / Kristoffer Abell